# Bobbukunta, Bellary
Bobbukunta là một làng thuộc tehsil Bellary, huyện Bellary, bang Karnataka, Ấn Độ.